# Crew Dragon C205
Crew Dragon C205 es una cápsula Crew Dragon fabricada y construida por SpaceX. Completó su primer vuelo el 19 de enero de 2020, con la misión Crew Dragon In-Flight Abort Test donde la cápsula se desprendió del propulsor Falcon 9 B1046 al máximo q utilizando los propulsores de aborto SuperDraco. Esto se hizo para probar la funcionalidad de los propulsores de aborto en el lanzamiento de un cohete operativo.

## Trasfondo
Originalmente, el Dragon C205 fue planeado para ser utilizado en la misión Demo-2 y la cápsula Crew Dragon C204 fue pensada para ser utilizada en la prueba de aborto en vuelo. Sin embargo, la cápsula Dragon C204 fue destruida durante las pruebas, lo que provocó que SpaceX cambiara el Dragon C205 a esta misión y Crew Dragon Endeavour completó la misión Demo-2.

## Prueba de suspensión en vuelo
La prueba de suspensión en vuelo se completó como parte del CCDev por la NASA para probar el sistema de escape de lanzamiento del Dragon 2 con los propulsores SuperDraco, antes de que una cápsula Crew Dragon pudiera llevar astronautas a bordo para la misión Demo-2. La trayectoria de vuelo del cohete se estableció para imitar un lanzamiento con tripulación con el fin de igualar las tensiones de un vuelo normal. La prueba de escape de lanzamiento comenzó con el despegue del cohete a las 15:30 (UTC). El aborto del lanzamiento se activó 90 segundos después del despegue, con el C205 chapoteando en el Océano Atlántico a las 15:38 (UTC) después de descender bajo paracaídas.

### Recuperación
La nave de recuperación de SpaceX GO Searcher recuperó la cápsula donde el C205 fue llevado de regreso a Puerto Cañaveral para su inspección. Mientras que el tronco que se separó de la cápsula en el apogeo de la trayectoria de vuelo de aproximadamente 40 km fue recuperado por un segundo barco de recuperación GO Navigator, que regresó al puerto después del primer barco que llevaba la cápsula.

## Vuelos
| Misión                                   | Insignia           | Fecha de lanzamiento (UTC)    | Duración  | Notas | Salir |
| ---------------------------------------- | ------------------ | ----------------------------- | --------- | --- | ----- |
| Prueba de aborto en vuelo de Crew Dragon | Ninguna disponible | 19 de enero de 2020, 15:30:00 | 8 minutos | Una misión para probar los propulsores de aborto SuperDraco en una situación de lanzamiento como parte del programa CCDev. | Éxito |